# Park Chil-sung
Dans ce nom, le nom de famille précède le nom personnel.
Park Chil-sung (né le 8 juillet 1982) est un athlète sud-coréen, spécialiste de la marche.
Il mesure 1,73 m pour 61 kg. Ses meilleurs temps sont :
- 20 km marche : 1 h 20 min 17 s à Yeosu en 2008
- 50 km marche : 3 h 47 min 13 s, record national, à Daegu le 3 septembre 2011.

En battant son record personnel et national sur 50 km lors des Championnats du monde d'athlétisme 2011 à Daegu (6e), il devient un des deux seuls Sud-Coréens à être finalistes avec l'autre marcheur Kim Hyun-sub, sur 20 km.
Jusqu'alors, sur 20 km marche uniquement, il avait terminé 25e lors des Championnats du monde à Berlin, 33e aux Jeux olympiques à Pékin sur la même distance et 41e quatre ans plus tôt à Athènes. En outre il avait été 15e à Osaka 2007, son précédent meilleur placement dans une grande compétition internationale. Il avait obtenu une médaille de bronze lors des Championnats d'Asie d'athlétisme 2009.
Toujours sur 20 km, il avait été 21e, 41e et 76e lors des Coupes du monde de marche à Tcheboksary, La Corogne et Naumburg, respectivement en 2008, 2006 et 2004.
Sa performance et son record à Daegu, dans des conditions atmosphériques assez difficiles (chaleur et humidité), en est d'autant plus remarquable.
Sur 20 km marche, il avait remporté la médaille d'argent lors de l'Universiade de Bangkok sur 20 km et la médaille de bronze à Canton (Chine) lors des Championnats d'Asie 2009.
Il bat le record national du 50 km lors des Jeux olympiques à Londres.